# Burg Cramme
Die Burg Cramme ist eine abgegangene hochmittelalterliche Burganlage. Sie liegt  im Osten der Gemeinde Cramme in der Samtgemeinde Oderwald im Landkreis Wolfenbüttel in Niedersachsen.
Die Burganlage befand sich im Bereich der Breiten Straße und der Straße „Burgende“, sie muss eine ungefähr quadratische Form von ca. 112 m Seitenlänge besessen haben. Heute sind oberflächlich keine Spuren mehr vorhanden.

## Geschichte
Die 1366 erstmals erwähnte Burg Cramme wird als Stammsitz des seit 1150 in der historischen Überlieferung erwähnten Geschlechts der Herren von Cramm angesehen. Bei ihrer ersten Erwähnung war sie allerdings in den Händen der Herren von Salder. Sie verpfändeten sie für zwei Jahre an Herzog Magnus I. von Braunschweig-Wolfenbüttel, der sie an die Herren von Uetze weitergab. 1368 eroberte der Bischof von Hildesheim die Burg Cramme und ließ sie abbrechen. Obwohl festgelegt worden war, dass sie nicht wieder aufgebaut werden sollte, errichtete Herzog Friedrich I. dennoch eine neue Burg aus Bergfried, Häusern, Planken und Graben. Auf Betreiben des Bischofs musste auch diese wieder abgerissen werden. Dies getan zu haben, versicherte der Herzog 1399 dem Bischof. Auf dem Burggelände entstanden drei Burghöfe, die von einem noch im 18. Jahrhundert vorhandenen Graben umgeben waren.